# Mahlerts
Mahlerts ist ein Ortsteil der Gemeinde Hofbieber im osthessischen Landkreis Fulda.

## Geographische Lage
Der Ort liegt ca. 7,3 km nordöstlich vom Ortsteil Hofbieber (Ortsteil) und grenzt im Uhrzeigersinn im Norden beginnend an, die Ortsteile Obernüst, Oberrückersbach (Stadt Tann), Altschwambach (Stadt Tann), Unterbernhards (Gemeinde Hilders), Langenberg und Schwarzbach.
Siedlungsplätze innerhalb der Gemarkung
- Hausarmen
- Oberdörnbachshof
- Unterdörnbachshof

## Geschichte

### Ortsgeschichte
Die älteste bekannte schriftliche Erwähnung von Mahlerts erfolgte unter dem Namen Adalhardes im Jahr 980.
Im Jahr 1812 bildet Mahlerts zusammen mit Dörnbachshof und Hausarm eine Gemeinde.
Im Jahr 1928 erfolgt die Eingemeindung von Teilen des aufgelösten Gutsbezirks Forst Thiergarten.
Zum 1. August 1972 wurde die bis dahin selbständige Gemeinde Mahlerts – zuvor im Landkreis Hünfeld gelegen – im Zuge der Gebietsreform in Hessen kraft Landesgesetz in die Gemeinde Hofbieber eingemeindet. Wie für alle nach Hofbieber eingegliederten Gemeinden wurde auch für Mahlerts ein Ortsbezirk gebildet.

### Verwaltungsgeschichte im Überblick
Die folgende Liste zeigt die Staaten und Verwaltungseinheiten, denen Mahlerts angehört(e):
- vor 1803: Heiliges Römisches Reich, Hochstift Fulda, Amt Bieberstein
- 1803–1806: Heiliges Römisches Reich, Fürstentum Nassau-Oranien-Fulda, Fürstentum Fulda, Amt Bieberstein
- 1806–1810: Kaiserreich Frankreich, Fürstentum Fulda (Militärverwaltung)
- 1810–1813: Großherzogtum Frankfurt, Departement Fulda, Distrikt Bieberstein
- ab 1816: Kurfürstentum Hessen, Großherzogtum Fulda, Amt Bieberstein
- ab 1821/22: Kurfürstentum Hessen, Provinz Fulda, Kreis Hünfeld[7][Anm. 2]
- ab 1848: Kurfürstentum Hessen, Bezirk Fulda
- ab 1851: Kurfürstentum Hessen, Provinz Fulda, Kreis Hünfeld
- ab 1867: Norddeutscher Bund, Königreich Preußen,[Anm. 3] Provinz Hessen-Nassau, Regierungsbezirk Kassel, Kreis Hünfeld
- ab 1871: Deutsches Reich,  Königreich Preußen, Provinz Hessen-Nassau, Regierungsbezirk Kassel, Kreis Hünfeld
- ab 1918: Deutsches Reich, Freistaat Preußen, Provinz Hessen-Nassau, Regierungsbezirk Kassel, Kreis Hünfeld
- ab 1944: Deutsches Reich, Freistaat Preußen, Provinz Kurhessen, Landkreis Hünfeld
- ab 1945: Deutsches Reich, Amerikanische Besatzungszone, Groß-Hessen, Regierungsbezirk Kassel, Landkreis Hünfeld
- ab 1946: Deutsches Reich, Amerikanische Besatzungszone, Hessen, Regierungsbezirk Kassel, Landkreis Hünfeld
- ab 1949: Bundesrepublik Deutschland, Hessen, Regierungsbezirk Kassel, Landkreis Hünfeld
- ab 1972: Bundesrepublik Deutschland, Land Hessen, Regierungsbezirk Kassel, Landkreis Fulda, Gemeinde Hofbieber

## Bevölkerung

### Einwohnerstruktur 2011
Nach den Erhebungen des Zensus 2011 lebten am Stichtag dem 9. Mai 2011 in Mahlerts 51 Einwohner. Darunter waren keine Ausländer.
Nach dem Lebensalter waren 9 Einwohner unter 18 Jahren, 21 waren zwischen 18 und 49, 12 zwischen 50 und 60 und 9 Einwohner waren älter.
Die Einwohner lebten in 21 Haushalten. Davon waren 6 Singlehaushalte, 3 Paare ohne Kinder und 9 Paare mit Kindern, sowie keine Alleinerziehende und keine Wohngemeinschaften. In 3 Haushalten lebten ausschließlich Senioren und in 12 Haushaltungen leben keine Senioren.

### Einwohnerentwicklung
- 1543: 5 Haushaltungen[2]
- 1790: 6 Hintersiedler, 1 Hüttner, 1 Beisass[2]

| Mahlerts: Einwohnerzahlen von 1834 bis 2023 | Mahlerts: Einwohnerzahlen von 1834 bis 2023 | Mahlerts: Einwohnerzahlen von 1834 bis 2023 | Mahlerts: Einwohnerzahlen von 1834 bis 2023 | Mahlerts: Einwohnerzahlen von 1834 bis 2023 |
| --- | ------------------------------------------- | ------------------------------------------- | ------------------------------------------- | ------------------------------------------- |
| Jahr |                                             |                                             |                                             | Einwohner                                   |
| 1834 | 1834                                        |                                             | 95                                          | 95                                          |
| 1840 | 1840                                        |                                             | 97                                          | 97                                          |
| 1846 | 1846                                        |                                             | 106                                         | 106                                         |
| 1852 | 1852                                        |                                             | 94                                          | 94                                          |
| 1858 | 1858                                        |                                             | 102                                         | 102                                         |
| 1864 | 1864                                        |                                             | 91                                          | 91                                          |
| 1871 | 1871                                        |                                             | 88                                          | 88                                          |
| 1875 | 1875                                        |                                             | 95                                          | 95                                          |
| 1885 | 1885                                        |                                             | 76                                          | 76                                          |
| 1895 | 1895                                        |                                             | 76                                          | 76                                          |
| 1905 | 1905                                        |                                             | 89                                          | 89                                          |
| 1910 | 1910                                        |                                             | 89                                          | 89                                          |
| 1925 | 1925                                        |                                             | 95                                          | 95                                          |
| 1939 | 1939                                        |                                             | 91                                          | 91                                          |
| 1946 | 1946                                        |                                             | 143                                         | 143                                         |
| 1950 | 1950                                        |                                             | 139                                         | 139                                         |
| 1956 | 1956                                        |                                             | 97                                          | 97                                          |
| 1961 | 1961                                        |                                             | 85                                          | 85                                          |
| 1967 | 1967                                        |                                             | 74                                          | 74                                          |
| 1970 | 1970                                        |                                             | 76                                          | 76                                          |
| 1980 | 1980                                        |                                             | ?                                           | ?                                           |
| 1990 | 1990                                        |                                             | ?                                           | ?                                           |
| 2000 | 2000                                        |                                             | ?                                           | ?                                           |
| 2011 | 2011                                        |                                             | 51                                          | 51                                          |
| 2023 | 2023                                        |                                             | 90                                          | 90                                          |
| Datenquelle: Historisches Gemeindeverzeichnis für Hessen: Die Bevölkerung der Gemeinden 1834 bis 1967. Wiesbaden: Hessisches Statistisches Landesamt, 1968. Weitere Quellen: LAGIS; Gemeinde Hofbieber; Zensus 2011 |                                             |                                             |                                             |                                             |

### Historische Religionszugehörigkeit
| • 1885: | ein evangelischer (= 1,32 %), 75 katholische (= 98,68 %) Einwohner |
| • 1961: | 2 evangelische (= 3,53 %), 80 katholische (= 94,12 %) Einwohner    |

## Politik
Für Mahlerts besteht ein Ortsbezirk (Gebiete der ehemaligen Gemeinde Mahlerts) mit Ortsbeirat und Ortsvorsteher nach der Hessischen Gemeindeordnung. Der Ortsbeirat besteht aus drei Mitgliedern. Bei den Kommunalwahlen in Hessen 2021 betrug die Wahlbeteiligung zum Ortsbeirat 76,09 %. Alle Kandidaten gehörten der Bürgerliste an. Der Ortsbeirat wählte Joseph Henkel zum Ortsvorsteher.